# Tenetou
Tenetou est une commune du Mali, dans le cercle et la région de Sikasso.

## Histoire
Louis-Gustave Binger y pénètre le 14 septembre 1887. Il écrit : « De loin, on prend Ténetou pour une grande ville ; les cases, presque toutes carrées, sont rapprochées les unes des autres ; au centre on aperçoit quelques gros banans (bombax). C'est sa disposition en amphithéâtre qui trompe de loin : au fur et à mesure que l'on approche on est désillusionné ».
Binger se rend alors chez un chef local, El-Hadj Mahmadou Lamine, qui l'accueille très cordialement. Il fait ensuite une description du village : « Ténetou est un grand village, d'une malpropreté excessive ; ses rues étroites sont des bourbiers dans lesquels pourrissent des détritus ; la plupart des cases sont inhabitées ; j'estime cependant sa population à 800 habitants, y compris une centaine de marchands de passage et environ autant de captifs ». Il parle aussi de l'animation du village et décrit longuement son marché.
Binger quitte le village le 18 septembre après avoir pris de nombreux renseignements sur l'antique Niani.

## Références

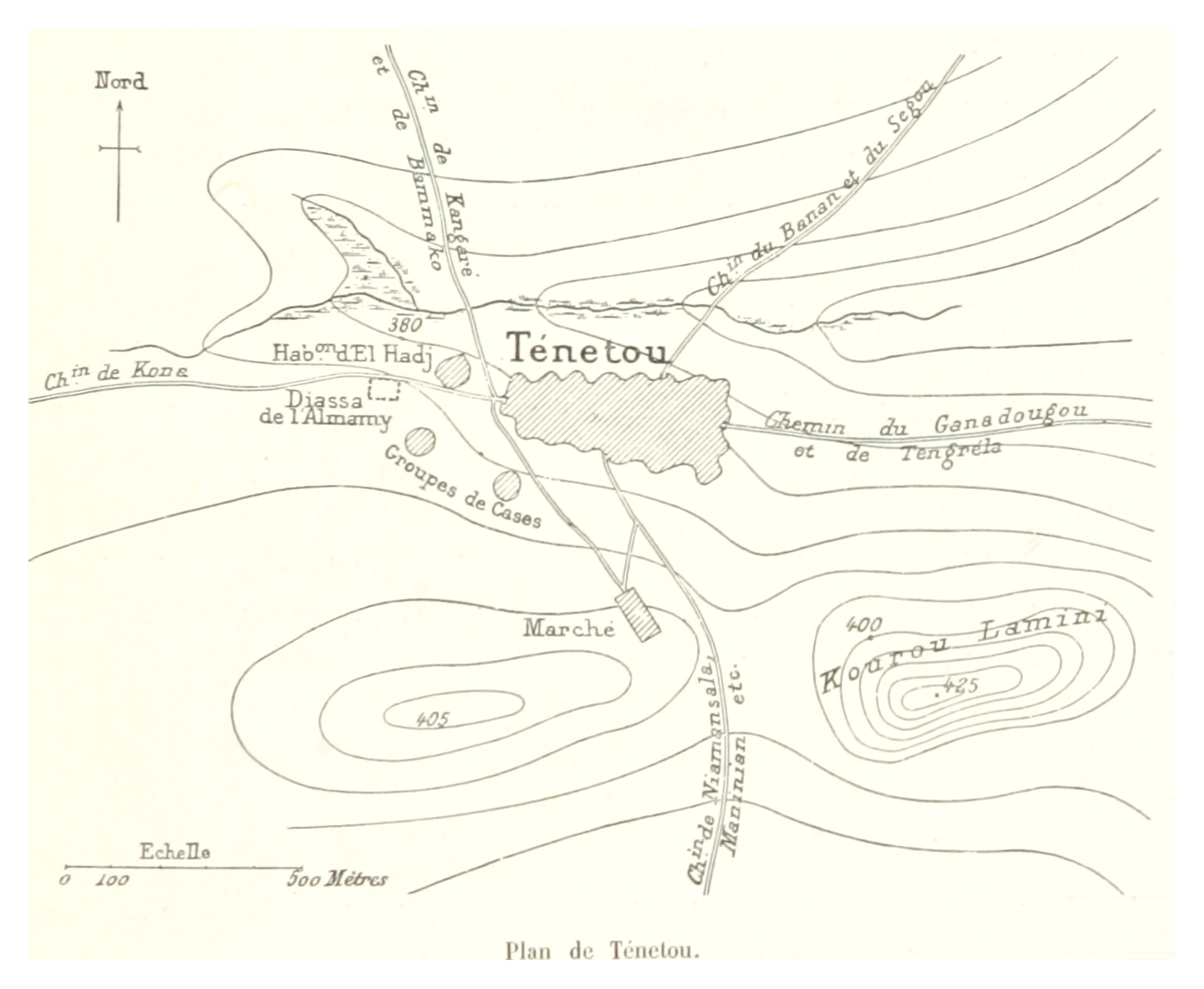
Plan de Ténetou